# Le Wast
Le Wast é uma comuna francesa na região administrativa de Altos da França, no departamento de Pas-de-Calais. Estende-se por uma área de 0,9 km². Em 2010 a comuna tinha 207 habitantes (densidade: 230 hab./km²).